# Bluluk (plaats)
Bluluk is een bestuurslaag in het regentschap Lamongan van de provincie Oost-Java, Indonesië. Bluluk telt 3845 inwoners (volkstelling 2010).